# Piggham
Piggham är en treraskorsning av gris. För att kallas och marknadsföras som piggham ska grisen födas av en korsningssugga (korsning mellan raserna yorkshire och svensk lantras) och ha en hampshiregalt som far. Piggham kan väga upp mot 300 kilo men slaktas i regel när de väger runt 115 kg.
Scan introducerade Piggham 1974.